# 해군고문이사회

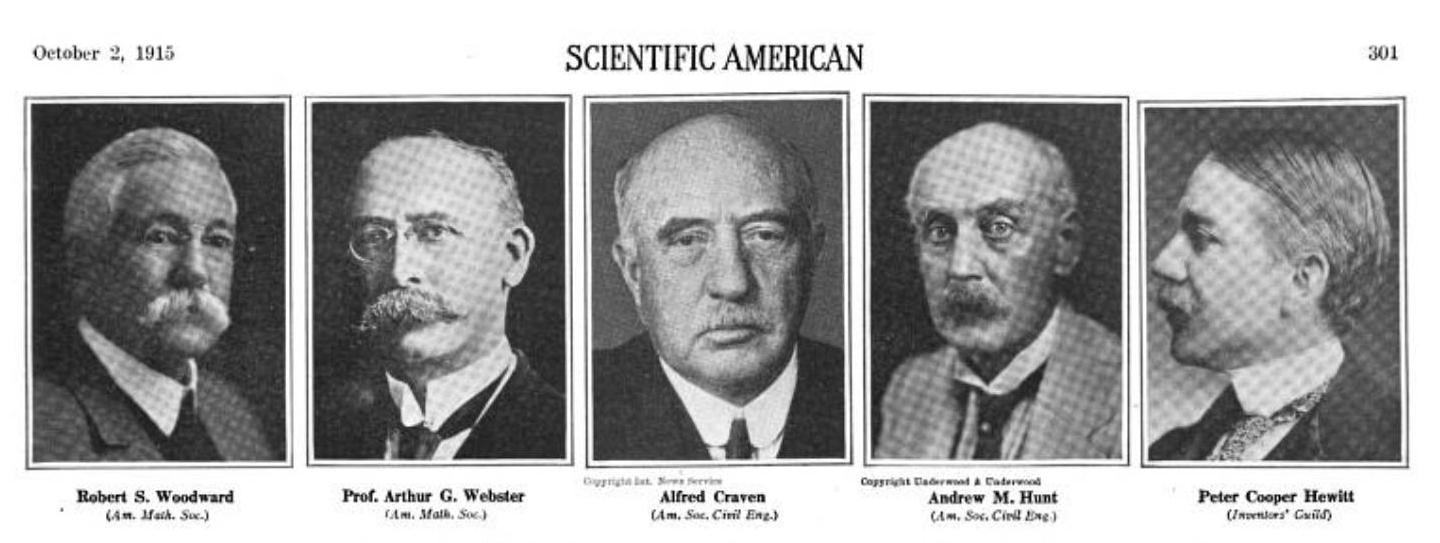

해군고문이사회(海軍顧問理事會, Naval Consulting Board; NCB)는 1915년 미국 해군장관 조지푸스 대니얼스가 토머스 에디슨의 제안을 받아 미국 해군 산하에 설치한 기구이다. 제1차 세계 대전 때 미국이 새로운 형태의 전쟁에 대비하지 못할 것을 우려하여, 에디슨을 비롯한 여러 발명가들의 제안서를 전국에서 접수하여 연구개발하는 것을 목적으로 했다. 하지만 큰 효용을 거두지 못했고, 과학자들이 주도한 전미연구평의회(NRC)와의 경쟁에서 밀려났다. NCB가 NRC에게 패배한 것은 미국 과학기술사에서 연구개발의 주도권이 발명가들로부터 제도권 과학자들로 넘어갔음을 방증한 사례로 거론된다.